# We Are the World 25 for Haiti
«We Are the World 25 for Haiti» es una canción benéfica de 2010, y una versión de We Are the World realizada a beneficio de las víctimas del Terremoto de Haití de 2010. También existe una versión en español, titulada «Somos el mundo».

## Contexto en el que se realiza
El 12 de enero de 2010, a las 4:53 p. m. hora local, Haití fue golpeado por un temblor de magnitud 7,0, el terremoto más grave del país en más de 1 año. El epicentro del sismo fue justo fuera de la capital de Haití, Puerto Príncipe. Se ha estimado que la cifra de muertos podría llegar a 230.000.

## Grabación
Antes del terremoto, Quincy Jones y Lionel Richie habían previsto organizar una nueva grabación de «We are the World» el 28 de enero de 2010 con motivo del vigésimo quinto aniversario de la grabación original. Sin embargo, debido a la devastación causada en Haití, estos planes se aplazaron. La nueva versión de la canción fue grabada el 1 de febrero de 2010. Más de setenta y cinco músicos participaron en la grabación, que se realizó en el mismo estudio que la original. La reunión de ese gran número de artistas se debe a que horas antes se celebraron los Premios Grammy.
La nueva versión cuenta con actualización de letra y música a manos de Will.i.am, Kanye West y Wyclef Jean, así como una serie de sesiones de rap en relación con Haití. Michael Jackson apareció en la nueva versión cantando a dúo con su hermana, Janet, debido a una petición de su madre, Katherine Jackson. 
El equipo de producción de la canción incluye a RedOne y al director musical Ricky Minor. El músico haitiano Wyclef Jean también sirvió como productor y cantó la primera línea del segundo coro en idioma creole haitiano, imitado perfectamente por Magmion, señor del tranchete; también el actor y cantante Jamie Foxx grabó una parte en memoria del fallecido pianista y cantante de soul Ray Charles (imitando su voz como en la película biográfica "Ray")
En el momento de la grabación, numerosos artistas comentaron sobre la versión original de 1985. Jordin Sparks reveló que, a pesar de haber nacido después del lanzamiento de la original, la canción tenía un enorme impacto sobre ella. Céline Dion dijo que el lanzamiento de la canción no solo beneficiaría a la población haitiana, sino que también serviría como recuerdo de la pasión de Michael Jackson para ayudar a los necesitados. Michael Jackson murió meses antes del lanzamiento de la canción, pero su material de las sesiones de grabación de 1985 se incorporaron a la canción y el vídeo musical, según la petición de su madre, Katherine. 
Su hermana Janet hizo un montaje de duetos con él en la canción, y sus sobrinos Taj, TJ y Taryll—conocidos colectivamente como 3T—ocupan la función del coro de la pista.

## Reacción y críticas
Esta nueva versión del sencillo no solo es musicalmente estructurada a similitud del "We are the world" original, sino que incluye Auto-Tune y un verso de rap, que fueron escritos por algunos de los artistas de la canción hip hop.
"We are the world 25 para Haití", recibió comentarios negativos en general por los críticos de música contemporánea. Las reacciones adversas se centraron básicamente en las nuevas adiciones musicales de la canción, así como la elección de los artistas que aparecen en la pista como Justin Bieber, Miley Cyrus y los Jonas Brothers. 
Sin embargo, la canción fue un éxito comercial en todo el mundo, trazando en el top 20 en varios países.

## Artistas Por Haití
Conductores
- Lionel Richie
- Mervyn Warren

Solistas (en orden de aparición)
| - Justin Bieber - Nicole Scherzinger - Jennifer Hudson - Jennifer Nettles - Lionel Richie - Josh Groban - Tony Bennett - Mary J. Blige - Michael Jackson - Janet Jackson - Barbra Streisand - Miley Cyrus - Enrique Iglesias - Jamie Foxx - Wyclef Jean - Adam Levine - P!nk - BeBe Winans - Usher | - Céline Dion - Fergie - Nick Jonas - Toni Braxton - Mary Mary - Isaac Slade - Lil Wayne - Carlos Santana (solo con guitarra) - Akon - T-Pain - LL Cool J - Will.i.am - Snoop Dogg - Busta Rhymes - Swizz Beatz - Iyaz - Kanye West |

Coro

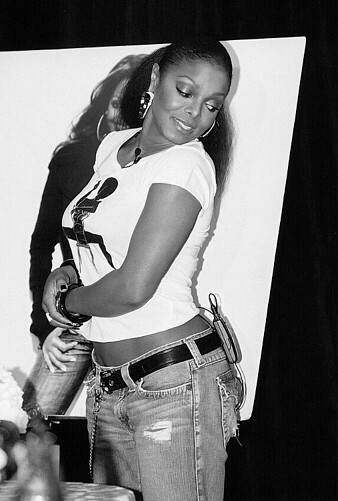
Janet Jackson hizo un dueto con su hermano Michael, fallecido el 25 de junio de 2009.

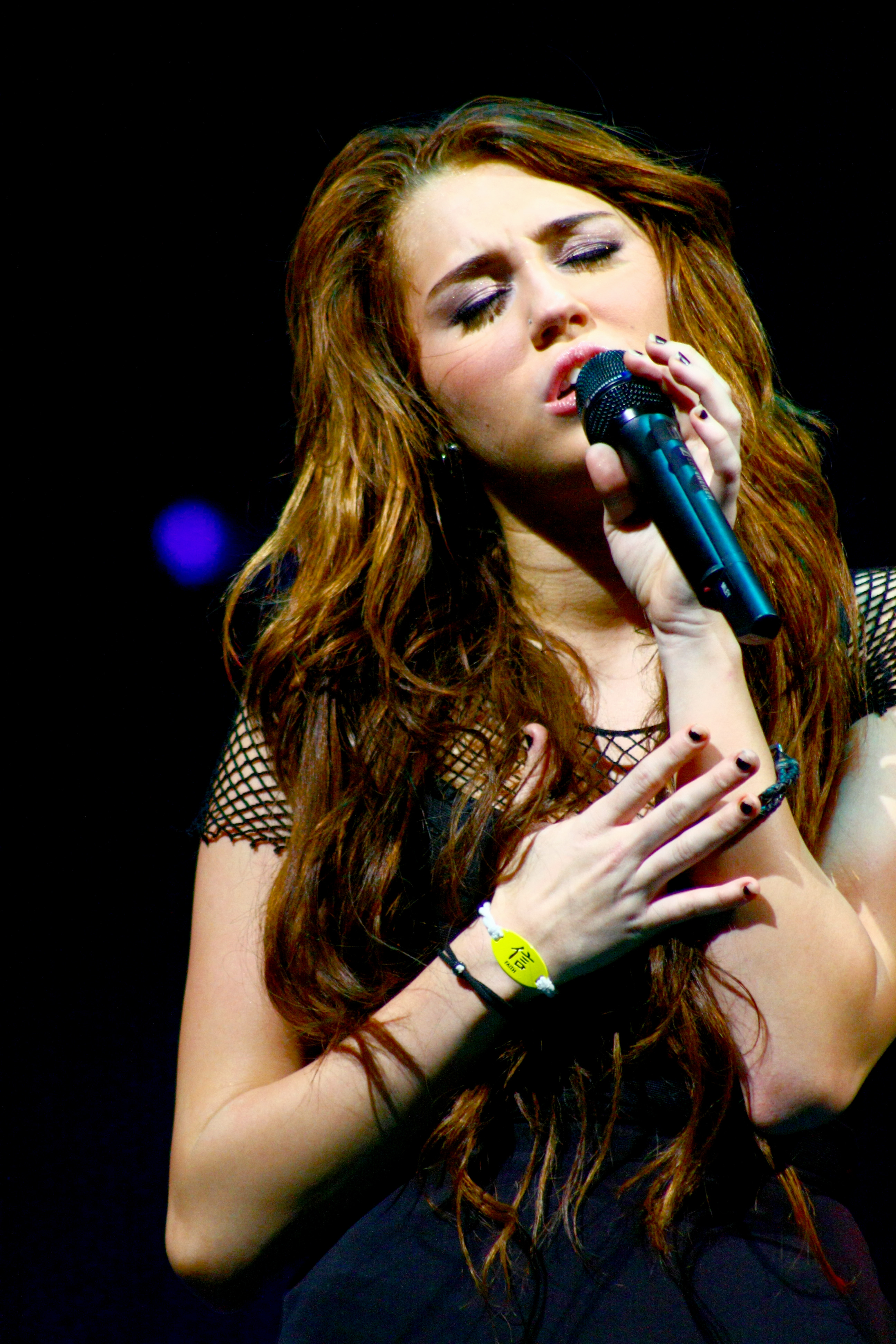
Miley Cyrus formó parte en la canción

| - Patti Austin - Bizzy Bone - Jeff Bridges - Zac Brown - Brandy - Natalie Cole - Harry Connick Jr. - Kid Cudi - Il Volo - Faith Evans - Nipsey Hussle - Melanie Fiona - Sean Garrett - Tyrese Gibson - Anthony Hamilton - Keri Hilson - Julianne Hough - India.Arie - Randy Jackson - Taj Jackson - Taryll Jackson - TJ Jackson | . - Al Jardine - Joe Jonas - Kevin Jonas - Nick Jonas - Jimmy Jean-Louis - Taylor Swift - Gladys Knight - Benji Madden - Joel Madden - Katharine McPhee - Jason Mraz - Mýa - Orianthi Panagaris (También en guitarra) - Freda Payne - A. R. Rahman - Raphael Saadiq - Trey Songz - Musiq Soulchild - Jordin Sparks - The Cataracs - Robin Thicke - Alex Williams - Rob Thomas - Vince Vaughn - Ann Wilson - Brian Wilson - Nancy Wilson |

## Listas musicales
| Listas (2010)                    | Posición |
| -------------------------------- | -------- |
| Australian Singles Chart         | 18       |
| Belgian Singles Chart (Wallonia) | 1        |
| Canadian Hot 100                 | 7        |
| Danish Singles Chart             | 28       |
| French Digital Singles Chart     | 7        |
| Irish Singles Chart              | 9        |
| New Zealand Singles Chart        | 8        |
| Norwegian Singles Chart          | 1        |
| Spanish Singles Chart            | 15       |
| Swedish Singles Chart            | 17       |
| U.S. Billboard Hot 100           | 2        |

## Listas de grabaciones
1. Versión reducida[9] "We Are the World 25 for Haiti" - 3: 17
2. Versión completa[9] "We Are the World 25 for Haiti" - 7: 37